# ばう
ばうは、日本の漫画家。兵庫県宝塚市生まれ。A型。

## 作品リスト
連載
- 異世界の聖機師物語 (2009 - 2010年／月刊ComicREX連載、全2巻)
- 機動戦士ガンダムAGE
  - Second Evolution (2011 - 2012年／ニュータイプエース連載、全2巻)
  - Final Evolution (2012 - 2013年／ガンダムエース連載、全1巻)
- 聖闘士星矢Ω(2013年／ケロケロエース連載、全1巻)
- 境界迷宮と異界の魔術師（2018年 - 連載中／コミックガルド連載）

構成・協力
- 盟約のリヴァイアサン（2013 - 2015年／月刊コミックアライブ、全3巻）
- 世界征服～謀略のズヴィズダー～（2014年／描き下ろし、全3巻）
- 放課後のプレアデス PrismPalette（第2話から、2015年、月刊ComicREX連載、全2巻）

アンソロジー
- 女装少年 アンソロジーコミック
  - みかん組
  - りんご組
  - めろん組
- 世界樹の迷宮III 星海の来訪者 アンソロジーコミック